# Cupressus
Cupressus és un gènere de coníferes de la família de les cupressàcies. Inclou els xiprers típics, per bé que molts altres gèneres de la família reben el nom comú de xiprer. Inclou el xiprer comú o mediterrani (Cupressus sempervirens) un arbre molt freqüents als Països Catalans. Inclou nombroses espècies natives de l'hemisferi nord.

## Història natural
És un arbre de zones càlides o temperades, de creixement ràpid en els primers anys de vida, per alentir-se posteriorment; pot assolir els 20 metres d'alçada. Segons l'espècie, pot viure de 300 a 2.000 anys.
Creix naturalment a qualsevol part del món si té la temperatura i el sòl adequats, i es cultiva comercialment a l'Àfrica oriental, Sud-àfrica i Nova Zelanda. Moltes de les seves espècies es cultiven com a arbres ornamentals. A l'Àsia es planten al costats dels temples, i en el Mediterrani s'associa el xiprer amb els cementiris cristians, en una pràctica que ve dels temps dels romans.

## Característiques
És una conífera amb forma piramidal i de fulles perennes. Té de tronc recte i d'escorça prima, en què es fan fissures longitudinals. Les fulles són molt petites (2-6 mm de longitud) amb forma d'escata, alineades en parelles oposades i disposades decussadament (en angle recte respecte a les parelles inferior i superior). Floreix a finals de l'hivern i un mateix exemplar produeix flors masculines i femenines; les masculines formen cons ovals de color verdós que pengen de les puntes de les branques. Els femenins són lleugerament esfèrics, acostumen a tenir 12 escates i en créixer formen gàlbuls de 3 x 4 cm, de color verd al començament, per envermellir i tornar-se marrons en madurar.

## Usos
La seva fusta és de color ocre groguenc clar, de textura fina i normalment de gra recte, no és resinosa i sovint té una aroma similar a la del cedre.
En el camp de la cosmètica se li atribueixen les característiques següents: Reafirmant, astringent, antiseborreic, anticaspa, antisudoral, vasoconstrictor i combatent dels radicals lliures.

## Espècies

### Espècies delVell Món
Els seus membres tendeixen a tenir cons amb més esquames (entre 8 i 14, amb l'excepció de les 6 del C. funebris). El Cupressus sempervirens n'és l'espècie més coneguda en l'àmbit mediterrani, on se l'acostuma a anomenar xiprer en forma genèrica.
- Cupressus cashmeriana (C.torulosa var. cashmeriana) - xiprer del Caixmir[1]
- Cupressus chengiana - xiprer de Cheng[2]
- Cupressus duclouxiana - xiprer de Yunnan[3]
- Cupressus dupreziana - xiprer del Tassili, xiprer del Sàhara[4]
- Cupressus atlantica (C. dupreziana subsp. atlantica) - xiprer del Marroc, xiprer de l'Atles[5]
- Cupressus funebris - xiprer fúnebre, xiprer ploraner[6]
- Cupressus gigantea - xiprer del Tibet[7][8]
- Cupressus sempervirens - xiprer mediterrani, xiprer comú, xiprer negre, xifrer[9]
- Cupressus torulosa - xiprer de l'Himàlaia[10]
- Cupressus tortulosa (Cupressus corneyana) - xiprer de Bhutan[11]

### Espècies delNou Món
Aquests Cupressus tenen cons de poques esquames (de 4 a 8, més en la C. macrocarpa), cadascuna amb una espina prominent i estreta. Els darrers estudis genètics suggereixen que aquestes espècies estan menys emparentades amb el gènere Cupressus que amb els Callitropsis i Juniperus, i alguns científics ja han postulat reclassificar aquestes espècies en el Callitropsis o en un nou gènere.
- Cupressus abramsiana (C. goveniana var. abramsiana) - xiprer de Santa Cruz (muntanyes de Santa Cruz; Califòrnia)[12]
- Cupressus arizonica - xiprer d'Arizona (aspre), xiprer cendrós, xiprer blau[13]
- Cupressus bakeri - xiprer de Baker, xiprer de Modoc[14]
- Cupressus glabra (C. arizonica subsp. glabra)- xiprer d'Arizona llis, xiprer blau, xiprer glabre d'Arizona[15]
- Cupressus goveniana (C. californica)- xiprer de Gowen, xiprer de Califòrnia[16]
- Cupressus guadalupensis - xiprer de  Guadalupe[17]
- Cupressus lusitanica - xiprer de Mèxic (originari de Mèxic i Guatemala); xiprer de Portugal, cedre de Buçaco, cedre de Goa (cultivat des del segle xvii)[18][19][20]
- Cupressus macnabiana - xiprer de MacNab, xiprer de Shasta[21]
- Cupressus macrocarpa (C. lambertiana) - xiprer de Monterrey, cuprés, xiprer de California, xiprer de Lambert; procedent de Califòrnia (EUA)[22]
- Cupressus montana (C. arizonica subsp. montana) - xiprer de San Pedro Martir[23]
- Cupressus nootkatensis (Callitropsis nootkatensis) - xiprer d'Alaska, camecíparis de Nootka, xiprer de Nootka[24]
- Cupressus nevadensis (C. arizonica subsp. nevadensis) - xiprer de Piute[25]
- Cupressus pygmaea (C. goveniana var. pygmaea) - xiprer de Mendocino[26]
- Cupressus sargentii - xiprer de Sargent[27]
- Cupressus stephensonii (C. arizonica subsp. stephensonii) - xiprer de Cuyamaca[28]

### Altres espècies americanes de xiprers
- Chamaecyparis lawsoniana - Xiprer de Lawson[29][30]
- Austrocedrus chilensis - Xiprer de la Cordillera[31][32]

| Tàxon                                                          | - Sinònims (i subtàxons inclosos) - Híbrids: sp1 × sp2 (progenitors)                                                                                                | Nom català | Distribució (WGSRPD) | f. v.; h (m)               |
| -------------------------------------------------------------- | --- | --- | --- | -------------------------- |
| Cupressus _L.                                                  | Callitropsis Oerst., nom. rej., Hesperocyparis Bartel & R.A.Price, Neocupressus de Laub., nom. superfl., Xanthocyparis Farjon & T.H.Nguyên, nom. cons.,             | xiprer, xifrer, xiprera; (fruit fals): gàlbul | |                            |
| Cupressus arizonica Greene                                     | Cupressus arizonica var. bonita Lemmon | xiprer d'Arizona, xiprer d'Arizona aspre, xiprer cendrós, xiprer blau,                                                                                           | [13 Eur-SE, 76 EUA-SW, 77 EUA-CS, 79 Mex-N, [85 AmSud-S, cult,                                                                                           | Phan; 25[28] m             |
| Cupressus revealiana (Silba) Bisbee                            | Cupressus arizonica subsp. revealiana (Silba) Silba | xiprer de Reveal | 79 Mex-N, | Phan; 20 m                 |
| Cupressus glabra Sudw.                                         | Cupressus arizonica subsp. glabra (Sudw.) A.E.Murray | xiprer d'Arizona llis, xiprer blau, xiprer glabre d'Arizona | 76 EUA-SW, | Phan; 15-20[21] m          |
| Cupressus montana Wiggins                                      | Cupressus arizonica subsp. montana (Wiggins) A.E.Murray | xiprer de San Pedro Martir | 79 Mex-N, | Phan; 5-20[25] m           |
| Cupressus nevadensis Abrams                                    | Cupressus arizonica subsp. nevadensis (Abrams) A. E. Murray | xiprer de Piute, xiprer de Kern County | 76 EUA-SW, | Phan; 10[14] m             |
| Cupressus stephensonii C. B. Wolf                              | Cupressus arizonica subsp. stephensonii (C.B.Wolf) A.E.Murray | xiprer de Cuyamaca | 76 EUA-SW, | Phan; 10[12] m             |
| Cupressus bakeri Jeps.                                         | Cupressus bakeri subsp. matthewsii C.B.Wolf | xiprer de Baker, xiprer de Modoc, (subsp. matthewsii): xiprer de Siskiyou                                                                                        | 73 EUA-NW, 76 EUA-SW, | Phan; 15-30{39} m          |
| Cupressus cashmeriana Royle ex Carrière                        | Cupressus torulosa var. cashmeriana (Royle ex Carrière) A.H.Kent | xiprer del Caixmir | 36 Xina, 40 SubcInd, cult, | Phan; 20 m                 |
| Cupressus chengiana S. Y. Hu                                   | | xiprer de Cheng | 36 Xina, | Phan; 30 m                 |
| Cupressus duclouxiana Hickel                                   | | xiprer de Yunnan, xiprer de Ducloux, xiprer de la Xina | 36 Xina, | Phan; 25 m                 |
| Cupressus dupreziana A. Camus                                  | Cupressus sempervirens var. dupreziana (A. Camus) Silba | xiprer del Tassili, xiprer de Duprez, xiprer del Sàhara | 20 Afr-N, | Phan; 20 m                 |
| Cupressus atlantica Gaussen                                    | Cupressus dupreziana subsp. atlantica (Gaussen) Silba, Cupressus sempervirens var. atlantica (Gaussen) Silba                                                        | xiprer del Marroc, xiprer de l'Atles | 20 Afr-N, | Phan; 35 m                 |
| Cupressus funebris Endl.,                                      | Chamaecyparis funebris (Endl.) Franco, "Cupressus pendula" | xiprer fúnebre, xiprer ploraner | 36 Xina, [38 As-E, [41 Indox, cult, | Phan; 35 m                 |
| Cupressus gigantea W.C.Cheng & L.K.Fu                          | Cupressus torulosa var. gigantea (W.C.Cheng & L.K.Fu) Farjon, nom. superfl., Cupressus torulosa var. majestica Carrière                                             | xiprer del Tibet, xiprer del Tsangpo | 36 Xina, | Phan; 25-50 m              |
| Cupressus goveniana Gordon                                     | Cupressus californica Carrière | xiprer de Gowen, xiprer de Califòrnia | 76 EUA-SW, [85 AmSud-S, | Phan; 10[12, 50 cult] m    |
| Cupressus abramsiana C.B. Wolf                                 | Cupressus goveniana var. abramsiana (C.B. Wolf) Little | xiprer de Santa Cruz | 76 EUA-SW, | Phan; 20 m                 |
| Cupressus pigmaea (Lemmon) Sarg.                               | Cupressus goveniana var. pigmaea Lemmon | xiprer de Mendocino, xiprer pigmeu | 76 EUA-SW, | Phan; 1-20 m               |
| Cupressus guadalupensis S. Watson                              | Cupressus macrocarpa var. guadalupensis (S. Watson) Mast. | xiprer de Guadalupe | 79 Mex-N, | Phan; 12-20 m              |
| Cupressus forbesii Jeps.                                       | Cupressus guadalupensis var. forbesii (Jeps.) Little | xiprer de Tecate, xiprer de Forbes | 76 EUA-SW, 79 Mex-N, | Phan; 10[14][21,6, cult] m |
| Cupressus lusitanica Mill.                                     | Cupressus lindleyi Klotzsch ex Endl. | xiprer de Mèxic [impr.]: xiprer de Portugal, cedre de Buçaco, cedre de Goa                                                                                       | [10 Eur-N, [12 Eur-SW (Esp, Por), [13 Eur-SE, [24 AfrTr-NE, [28 OcAtl-C, [40 SubcInd, [50 Aus, [63 Pac-CN, 79 Mex-N, 79 Mex-S, 80 Am-C, [81 Carib, cult, | Phan; 25-30[61] m          |
| Cupressus lusitanica var. benthamii (Endl.) Carrière           | Cupressus benthamii Endl., Cupressus lusitanica subsp. benthamii (Endl.) Franco                                                                                     | xiprer de Bentham | [29 OcInd-W, 79 Mex-S, [81 Carib, | Phan; 20-30[61] m          |
| Cupressus macnabiana A. Murray bis                             | | xiprer de MacNab, xiprer de Shasta | 76 EUA-SW, [85 AmSud-S, | Phan; 12[14] m             |
| Cupressus macrocarpa Hartw.                                    | Cupressus lambertiana Carrière | xiprer de Monterrey, cuprés, xiprer de Califòrnia, xiprer de Lambert, xiprer de pisos                                                                            | [10 Eur-N, [12 Eur-SW (Fra, PCat, Esp, Por), [13 Eur-SE, [24 AfrTr-NE, [28 OcAtl-C, [50 Aus, [51 NZel, 76 EUA-SW, [85 AmSud-S, [90 ISubant, natz, cult,  | Phan; 25[48, cult] m       |
| Cupressus nootkatensis D.Don                                   | Callitropsis nootkatensis (D.Don) Oerst. ex D.P.Little, Chamaecyparis nootkatensis (D.Don) Spach, Xanthocyparis nootkatensis (D. Don) Farjon & D. K. Harder         | xiprer d'Alaska, camecíparis de Nootka, cedre groc, xiprer de Nootka, xiprer groc, xiprer fals d'Alaska, xiprer fals de Nootka                                   | 70 AmSubart, 71 Can-W, 73 EUA-NW, 76 EUA-SW, [90 ISubant,                                                                                                | Phan; 30-40[61] m          |
| Cupressus sargentii Jeps.                                      | | xiprer de Sargent | 76 EUA-SW, | Phan; 20-25[44] m          |
| Cupressus sempervirens L.                                      | | xiprer, xiprer comú, ciprer, ciprés, xiprés, xifrer, xifrer ver, xiprer comú del Mediterrani, xiprer dels cementiris, xiprer mediterrani, xiprer negre, xiprera, | [11 Eur-C, [12 Eur-SW (Fra, ICor, ISar, PCat, PVal, IBal, Esp, Por), 13 [13 Eur-SE, [14 Eur-E, 20 [20 Afr-N, [21 Macar, 34 As-W, cult,                   | Phan; 20-30[38, cult] m    |
| Cupressus tonkinensis Silba                                    | Cupressus funebris subsp. tonkinensis (Silba) Silba | xiprer de Tonquín | 41 Indox, | Phan; 1-7 m                |
| Cupressus torulosa D.Don ex Lamb.                              | | xiprer de l'Himàlaia, xiprer del Nepal | 36 Xina, 40 SubcInd, cult, | Phan; 20-45 m              |
| Cupressus tortulosa Griff.                                     | Cupressus corneyana Carrière, Cupressus torulosa var. corneyana (Knight & Perry ex Carrière) Carrière                                                               | xiprer de Bhutan, | 40 SubcInd, | Phan; 40-50[91] m          |
| Cupressus vietnamensis (Farjon & T.H.Nguyên) Silba             | Xanthocyparis vietnamensis Farjon & T.H.Nguyên | xiprer del Vietnam, xiprer daurat del Vietnam | 36 Xina, 41 Indox, | Phan; 10-15 m              |
| Cupressus leylandii, Cupressus ×leylandii A.B.Jacks. & Dallim. | sp1 × sp2: Cupressus macrocarpa × C. nootkatensis; ×Cupressocyparis leylandii (A.B.Jacks. & Dallim.) Dallim., ×Cuprocyparis leylandii (A.B.Jacks. & Dallim.) Farjon | xiprer de Leyland, leylandi | cult, | Phan; 20(35) m             |
| Cupressus notabilis, Cupressus ×notabilis (A.F.Mitch.) Silba   | sp1 × sp2: Cupressus glabra × C. nootkatensis; ×Cupressocyparis notabilis A.F. Mitch., ×Cuprocyparis notabilis (A.F. Mitch.) Farjon                                 | xiprer d'Alice Holt | cult, | Phan                       |
| Cupressus ovensii, Cupressus ×ovensii (A.F.Mitch.) Silba       | sp1 × sp2: Cupressus lusitanica × C. nootkatensis; ×Cupressocyparis ovensii A. F. Mitch., ×Cuprocyparis ovensii (A. F. Mitch.) Farjon                               | xiprer d'Ovens | cult, | Phan                       |

F. v. = Forma vital (g = alçària de les gemmes persistents) Forma vital de Raunkiær, WCSP, Flora dels Països Catalans, ...}.
Phan= Phanerophyta (faneròfits; g > 2-3 m); NPhan= Nanophanerophyta (nanofaneròfits; 2-3 > g > 0,2-0,5 m); ...h = Alçària total de la planta; […] = alçària d'arbres singulars
WGSRPD = World Geographical Scheme for Recording Plant Distributions - Sistema geogràfic mundial per al registre de la distribució de les plantes.
[... = natz = naturalitzada, subespontània; introd = introduïda, al·lòctona, exòtica; cult = cultivada; cult-orn = cultivada ornamental
[mpr] = nom impropi